# ولاية ألتاي
ولاية ألتاي هي إحدى محافظات مقاطعة سنجان في جمهورية الصين الشعبية، تحدها منغوليا من الشرق وكازاخستان من الغرب، وحدودها الشمالية مع جمهورية التاي الروسية، تبلغ مساحتها 118.015 كم مربع، يبلغ تعداد سكانها حوالي 561.667 (2000)، حوالي 51% من سكانها من الاثنية الكازاخية وهناك أيضا اثنيات من الهان والايغور والمغول.
وهي جزء من ولاية إيلي الكازاخستانية ذاتية الحكم.